# Derbentbaşı, Yeşilhisar
Derbentbaşı là một xã thuộc huyện Yeşilhisar, tỉnh Kayseri, Thổ Nhĩ Kỳ. Dân số thời điểm năm 2008 là 487 người.